# Герінг (Німеччина)
Герінг (нім. Gering) — громада в Німеччині, розташована в землі Рейнланд-Пфальц. Входить до складу району Маєн-Кобленц. Складова частина об'єднання громад Майфельд.
Площа — 2,94 км2. Населення становить 422 ос. (станом на 31 грудня 2020).